# Poya unica
Poya unica är en fjärilsart som beskrevs av Frederick H. Rindge 1971. Poya unica ingår i släktet Poya och familjen mätare. Inga underarter finns listade i Catalogue of Life.